# Łukasz Borowicz
Łukasz Marcin Borowicz (ur. 25 września 1977 w Warszawie) – polski dyrygent, laureat wielu nagród krajowych i międzynarodowych.

## Życiorys
Ukończył z wyróżnieniem dyrygenturę symfoniczno-operową w Akademii Muzycznej w Warszawie w klasie Bogusława Madeya. W latach 2002–2006 był asystentem Antoniego Wita i Kazimierza Korda, w latach 2007–2015 pełnił funkcję dyrektora artystycznego Polskiej Orkiestry Radiowej. Od sezonu 2021/2022 jest dyrygentem-szefem Orkiestry Filharmonii Poznańskiej i dyrektorem muzycznym Filharmonii Poznańskiej oraz pierwszym dyrygentem gościnnym Filharmonii Krakowskiej.
Dyrygował wieloma polskimi i zagranicznymi orkiestrami.
Jako dyrygent operowy zadebiutował w Teatrze Wielkim – Operze Narodowej w Warszawie pracą przy Don Giovannim Wolfganga Amadeusa Mozarta w 2005. Od tego czasu prowadził wiele przedstawień operowych i baletowych w Polsce i za granicą. W swojej twórczości koncentruje się na mało znanym repertuarze, pracował m.in. przy operach: Monbar, czyli Flibustierowie Ignacego Dobrzyńskiego, Bezdomna jaskółka Szymona Laksa, Maria Romana Statkowskiego i Przygoda króla Artura Grażyny Bacewicz.
Uznawany za jednego z czołowych dyrygentów młodego pokolenia początku XXI wieku. Za swoje nagrania był wielokrotnie nagradzany, otrzymał m.in. BBC Music Orchestral Choice (2010), BBC Music Opera Choice (2013), czterokrotnie Diapason d’Or (2010, 2013, 2017, 2020) oraz dwukrotnie Fryderyka (2007, 2010). Jest także laureatem Paszportu „Polityki” (2008) za „efektowne wydobycie z zapaści Polskiej Orkiestry Radiowej”,  Koryfeusza Muzyki Polskiej (2011), Nagrody im. Cypriana Kamila Norwida (2013) i nagrody Tansman (2014) za „wybitną indywidualność muzyczną”. W 2011 otrzymał Srebrny Krzyż Zasługi, a w 2022 został odznaczony Krzyżem Oficerskim Orderu Odrodzenia Polski oraz Srebrnym Medalem „Zasłużony Kulturze Gloria Artis”. W 2021 został laureatem Nagrody Honorowej Związku Kompozytorów Polskich za „przywracanie do życia i promocję niesłusznie zapomnianych dzieł symfonicznych i operowych muzyki polskiej XIX i XX wieku”. W 2025 został nominowany do Nagrody im. Cypriana Kamila Norwida za płytę „Grażyna Bacewicz, Complete Symphonic Works Vol. 3 – Symphony No. 1, Concerto for Orchestra, Partita, Uwertura polska” (CPO 555 661-2).

## Nagrody konkursowe
Źródło:
- II nagroda na VI Międzynarodowym Konkursie Dyrygentów im. Antonia Pedrottiego w Trento (1999)
- IV nagrody na Międzynarodowym Konkursie Dyrygenckim im. Dimitri Mitropoulosa w Atenach (2000)
- II nagrody na Międzynarodowym KonkursieDyrygenckim „Maestro Silva Pereira” w Porto (2002)
- nagroda specjalna Fundacji Alice Rosner (Montreaux) na I Międzynarodowym Konkursie Dyrygenckim im. Gustava Mahlera w Bambergu (2004)

## Dyskografia
- Acte Préalable APO055: Franciszek Lessel – Koncert fortepianowy C-dur op. 14, Karol Kurpiński uwertury; nominacja do „Fryderyka 2000”
- DUX 0433: Grażyna Bacewicz, Mieczysław Karłowicz, György Orbán, Leó Weiner; nominacja do nagrody „Fryderyk 2003” oraz Selectionné par ARTE
- DUX 0695: Krzysztof Meyer – VII Symfonia, Koncert Podwójny
- Naxos 8.570599: Jeajoon Ryu – Sinfonia da Requiem, I Koncert skrzypcowy
- CD Accord ACD 177: Thomas Dyke Ackland Tellefsen – I Koncert fortepianowy g-moll, Op. 8; Carl Filtsch – Uwertura D-dur
- Naxos 8.572637: Xaver Scharwenka – IV Koncert fortepianowy, Tańce polskie
- CPO 7774972 Panufnik: Symphonic Works Volume 1 – Tragic Overture, Nocturne for Orchestra, Heroic Overture, Katyn Epitaph, A Procession for Peace, Harmony
- CPO 7774962 Panufnik: Symphonic Works Volume 2 – Symphony No. 1 (Sinfonia Rustica), Symphony No. 4 (Sinfonia concertante for flute, harp, and strings), Polonia, Lullaby
- CPO 7774982 Panufnik: Symphonic Works Volume 3 – Symphony No. 6 (Sinfonia Mistica), Autumn Music, Hommage a Chopin, Rhapsody for Orchestra
- CPO 7776832 Panufnik: Symphonic Works Volume 4 – Symphony No. 2 (Sinfonia Elegiaca), Symphony No. 3 (Sinfonia sacra), Symphony No. 10
- CPO 7776842 Panufnik: Symphonic Works Volume 5 – Metasinfonia for Organ, Timpani, and Strings (Symphony No. 7), Symphony No. 8 (Sinfonia Votiva), Concerto Festiva
- CPO 7776852 Panufnik: Symphonic Works Volume 6 – Concertino for Timpani, Percussion, and Strings, Symphony No. 9 (Sinfonia della speranza)
- CPO 7776862 Panufnik: Symphonic Works Volume 7 – Symphony No. 5 (Sinfonia di Sfere), Bassoon Concerto, Landscape, Love Song
- CPO 7776872 Panufnik: Symphonic Works Volume 8 – Violin Concerto, Cello Concerto, Piano Concerto

nagrania dla Polskiego Radia
Źródło:
- Ignacy Feliks Dobrzyński – Monbar, czyli flibustierowie
- Gaetano Donizetti – Maria Padilla
- Carl Maria von Weber – Euryanthe
- Roman Statkowski – Maria
- Grażyna Bacewicz – Przygoda króla Artura
- Louis Spohr – Der Berggeist
- Luigi Cherubini – Lodoϊska